# Rue Jules-Siegfried
La rue Jules-Siegfried est une voie du 20e arrondissement de Paris, en France.

## Situation et accès
La rue Jules-Siegfried est une voie publique située dans le 20e arrondissement de Paris. Elle débute au 1, rue Irénée-Blanc et se termine au 29, rue Irénée-Blanc. La rue fait partie du lotissement la Campagne à Paris ; elle est comme les autres rues de ce lotissement entièrement bordée de petites maisons de ville.
Ce site est desservi par la ligne 3 à la station de métro Porte de Bagnolet.

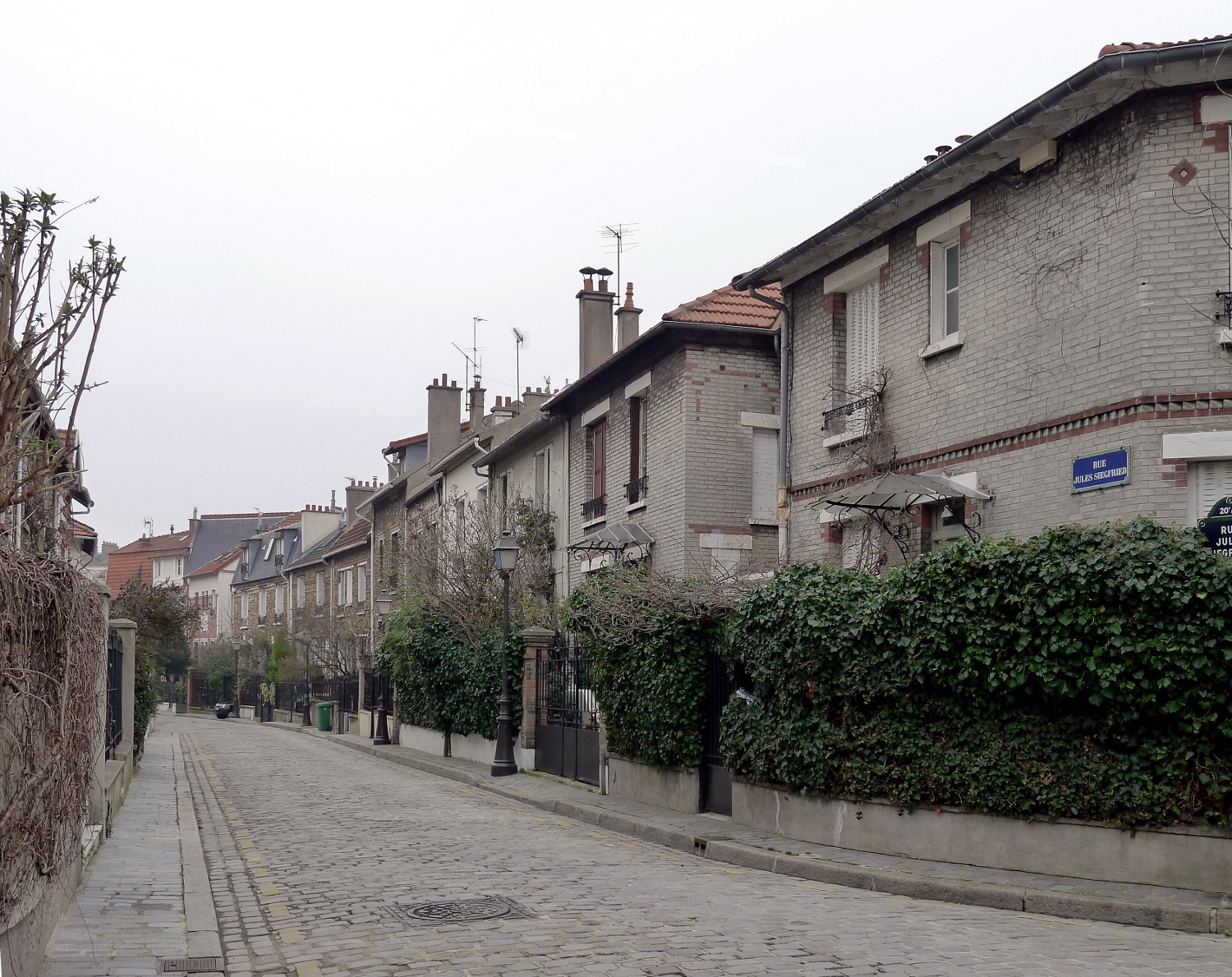
Autres vues de la rue.
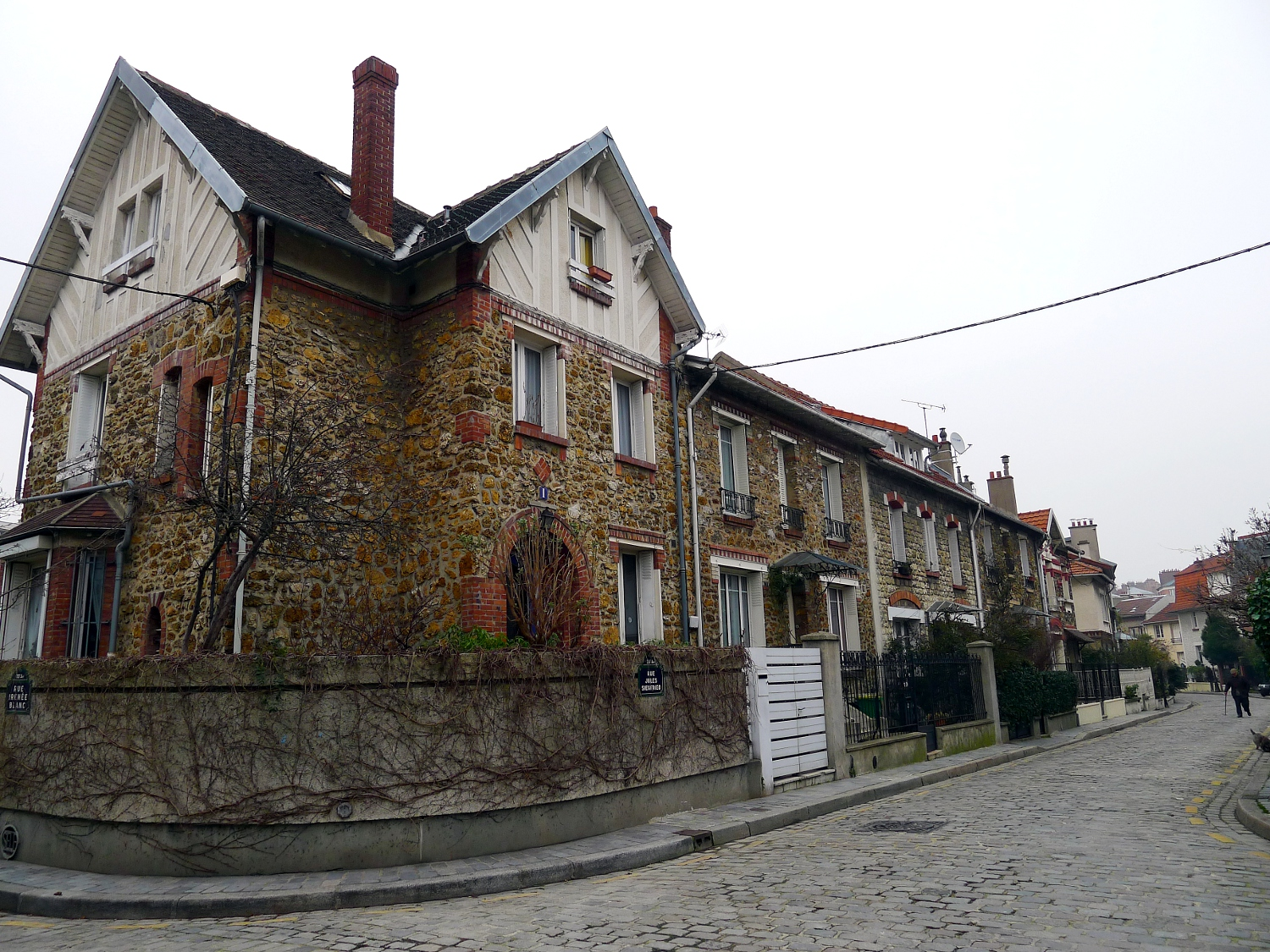
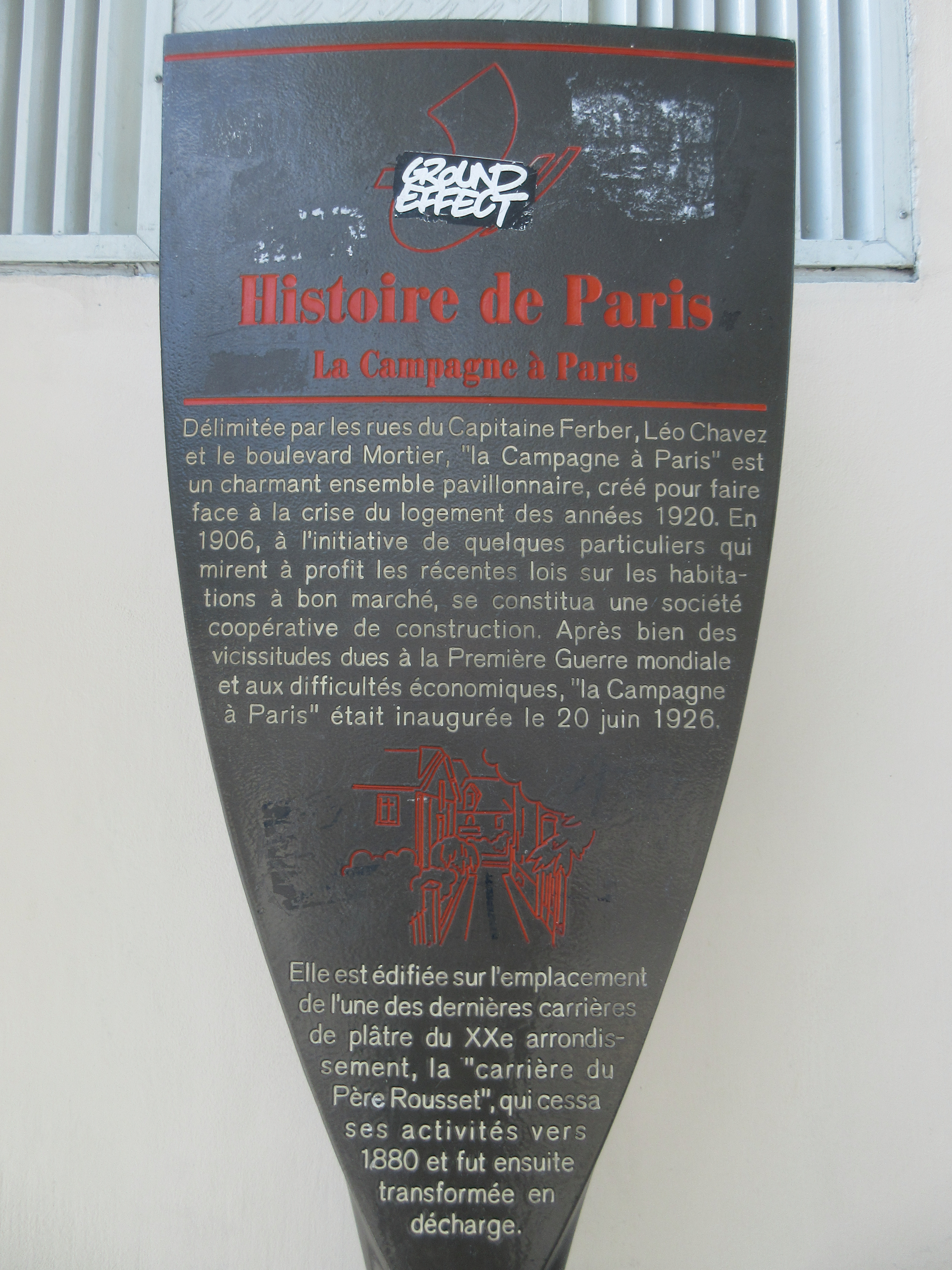
Panneau Histoire de Paris « La Campagne à Paris »

## Origine du nom
Elle porte le nom de l'homme politique français Jules Siegfried (1837-1922).

## Historique
Cette voie est ouverte sous sa dénomination actuelle comme rue privée en 1911 dans le lotissement pavillonnaire « La Campagne à Paris », puis est classée dans la voirie parisienne en vertu d'un arrêté municipal du 4 décembre 1991.